# Группа армий «А»
Группа армий «A» (нем. Heeresgruppe A) — одна из групп армий вооружённых формирований германского вермахта во время Второй мировой войны.

## Создание группы. Кампания на Западе
Группа армий «A» была сформирована в октябре 1939 года в Рейнланд-Пфальце во время Странной войны из 12-й и 16-й армии. В связи с готовящимся наступлением на Францию в мае 1940 в группу были добавлены 2-я и 4-я армии. Всего в группе к тому моменту было 45 дивизий (из них 7 танковых и моторизованных).
По плану «Гельб» группе «А» отводилась решающая роль при вторжении во Францию. Входившие в неё соединения вермахта перешли Арденны, нанесли удар в направлении Ла-Манша и были остановлены у Дюнкерка. Во втором периоде кампании во Франции группе армий «А» были подчинены все танковые и моторизованные дивизии. После подписания капитуляции французской армии на основе штаба группы армий «А» было создано Командование «Запад».

## Восточноевропейский театр
После поражения Красной Армии под Харьковом Гитлер разделил группу армий «Юг» на две части: «А» и «Б». Группа «А» предназначалась для наступления на Северный Кавказ с целью захвата нефтяных полей вблизи Грозного и Баку. Входившая в состав группы армий «А» 11-я армия выделялась для штурма Севастополя. В ходе летнего наступления 1942 года частям германской армии удалось захватить практически весь Северный Кавказ, включая стратегически важный порт — Новороссийск. Недовольный темпами наступления, Адольф Гитлер отстранил от командования группой фельдмаршала Листа и в течение двух месяцев лично осуществлял руководство войсками из своей ставки в Виннице. Однако к ноябрю 1942 года наступление войск группы «А» было остановлено на рубеже Кавказского хребта. После поражения немецких войск под Сталинградом над войсками группы армий «А» нависла угроза окружения. В январе-феврале 1943 года немецкие войска организованно отошли на Таманский полуостров, откуда были выбиты только к октябрю 1943 года. Во второй половине 1943 года подразделения группы армий «А» держали оборону в Крыму и на Южной Украине. В 1944 году в результате проводимых советскими войсками операции по освобождению Правобережной Украины группа армий «А» понесла большие потери и была переименована в группу армий «Южная Украина».
Вновь командование группы армий «А» сформировано 23 сентября 1944 года в Южной Польше путём переименования командования группы армий «Северная Украина», после поражения немецких войск в результате Восточно-Карпатской операции Красной Армии. В течение осени 1944 года на участке группы армий «А» наблюдалось затишье. Однако в январе 1945 года началось новое наступление советских войск, в результате которого группа армий «А» была разгромлена.

## Боевой состав группы армий «А»

### Ноябрь 1939 года
- 12-я армия
- 16-я армия

### Май 1940 года
- штаб группы армий «А»
- 570-й полк связи группы армий «А»
- 2-я армия — командующий генерал от кавалерии Максимилиан фон Вейхс
- 4-я армия — командующий генерал-полковник Ганс Гюнтер фон Клюге
- 12-я армия — командующий генерал-полковник Вильгельм Лист
- 16-я армия — командующий генерал от инфантерии Эрнст Буш
- танковая группа «Клейст» — командующий генерал от кавалерии Эвальд фон Клейст

### Июль 1940 года
- 6-я армия
- 16-я армия
- 9-я армия

### Август 1942 года
- штаб группы армий «А»
- 530-й полк связи группы армий «А»
- 1-я танковая армия — командующий генерал от кавалерии Эберхард фон Макензен
- 17-я армия — командующий генерал-полковник Рихард Руофф
- 11-я армия — командующий генерал-фельдмаршал Эрих фон Манштейн

### Октябрь 1943 года
- штаб группы армий «А»
- 530-й полк связи группы армий «А»
- 17-я армия — командующий генерал инженерных войск Эрвин Йенеке
- 6-я армия — командующий генерал-полковник Карл-Адольф Холлидт

Март 1944 года
- штаб группы армий «А»
- 530-й полк связи группы армий «А»
- 17-я армия командующий генерал-полковник Фердинанд Шёрнер
- 6-я армия — командующий генерал-полковник Карл-Адольф Холлидт
- 3-я румынская армия — командующий генерал-полковник Петре Думитреску

### Октябрь 1944 года
- штаб группы армий «А»
- 558-й полк связи группы армий «А»
- 17-я армия — командующий генерал от инфантерии Фридрих Шульц
- 4-я танковая армия — командующий генерал танковых войск Фриц-Губерт Грезер
- 1-я танковая армия — командующий генерал-полковник Готхард Хейнрици

### Январь 1945 года
- штаб группы армий «А»
- 558-й полк связи группы армий «А»
- 17-я армия — командующий генерал от инфантерии Фридрих Шульц
- 4-я танковая армия — командующий генерал танковых войск Фриц-Губерт Грезер
- 1-я танковая армия — командующий генерал-полковник Готхард Хейнрици
- 9-я армия — командующий генерал от инфантерии Теодор Буссе

## Командующие группой армий
- генерал-полковник (с 20.07.1940 генерал-фельдмаршал) Герд фон Рундштедт — (26.10.1939-10.10.1940)
- генерал-фельдмаршал Вильгельм Лист (10.07.1942-09.09.1942)
- главнокомандующий сухопутными войсками Германии Адольф Гитлер (10.09.1942-22.11.1942)
- генерал-полковник (с 01.02.1943 генерал-фельдмаршал) Эвальд фон Клейст (22.11.1942-30.03.1944)
- генерал-полковник Йозеф Гарпе (23.09.1944-17.01.1945)
- генерал-полковник Фердинанд Шёрнер (17.01.1945-25.01.1945)